# Орион (маглина)
Орион маглина (такође позната као Месје 42, М42, или НГЦ 1976) је дифузна маглина која се налази у Млечном путу, јужно од Орионовог појаса у сазвежђу Ориона. То је једана од најсјајнијих маглина и видљива је голим оком на ноћном небу. М42 се налази на удаљености од 1.34 4 ± 20 светлосних година и најближи је регион масовног формирања звезда за Земљу. За М42 маглину се процењује да је удаљена преко 24 светлосних година. Она има масу од око 2000 пута већу од масе Сунца. Старији текстови често се односе на Орион маглину као Велику маглину у Ориону или Велику Орион маглину.
Орион маглина је једана од најважнијих за критичко разматрање и једна од најважнијих усликаних објеката у ноћном небу којој су најинтензивније проучаване небеске карактеристике. Маглина је открила много о процесу како су звезде и планетарни системи формирани од распада облака гаса и прашине. Астрономи су директно приметили протопланетарне дискове, браон патуљака, интензивне и бурне покрете гаса и ефекте фото-јонизујућих масивних оближњих звезда у маглини.

## Физичке карактеристике
Маглина је видљива голим оком чак и из области претрпане светлосним сметњама. Висе се као средња "звезда" у Орионовом мачу кога чине три звезде у положају јужно од Орионовог појаса. Звезда се нејасно види када посматрач оштро посматра голим оком а маглина је очигледна кроз двоглед или мали телескоп. Максимум површинског осветљења централног региона је око 17 Mag/arcsec2 (око 14 милинитца што је изведена јединица за осветљење.), а спољашњи плавкасти сјај има површину максималне белине од 21.3 21.3 Mag/arcsec2 ( око 0.27 милиитца). (На фотографијама које су приказане овде осветљеност, или сјајност, је побољшана великим фактором.)
Орион маглина садржи веома младо отворено јато, познато као трапезоид због астеризма од своје четири примарне звезе. Две могу да се лепо виде у свом бинарном систему компонента  када је вече и њих чине укупно шест звезда. Звезде трапезоида, заједно са многим другим звездама, и даље су у својим раним годинама. Трапезоид је саставни део много веће Орион маглине која има око 2.800 звезда у пречнику од 20 светлосних година. Пре две милиона година ово јато је можда било дом за путујуће звезде AE Aurigae, 53 Arietis, и Mu Columbae, које се тренутно крећу даље од маглине на брзинама већим од 100 km/s

### Обојеност
Посматрачи су одавно приметили препознатљиву зелену нијансу на маглини, поред црвених и плаво-љубичастих региона . Црвена нијанса је резултат Hα рекомбинације линије зрачења (Hα : специфичана дубоко црвена, видљива, спектрална линија) на таласној дужини од 656.3 nm. Плаво-љубичаста обојеност је одраз зрачења масивних звезда О класе у средишту маглине.
Зелена нијанса је била загонетка за астрономе у раном 20. веку, јер ниједна од познатих спектралних линија у том тренутку није могла да је објасни. Било је неких спекулација да су линије изазване новим елементом небулијумом (предложени елемент који сачињава маглину), чије је име смишљено за овај мистериозни материјал. Са подручја бољег разумевања  атомске физике, међутим, касније је утврђено да је зелени спектар  изазван малим вероватноћама електронске транзиције у двоструко јонизовани кисеоник, тзв. "забрањене транзиције". Ово зрачење је готово немогуће размножавати у лабораторији, јер зависи од мировања и судара без окружења које се налази у дубоком свемиру.

## Историја
Било је спекулација да су Маје из Средње Америке описале маглину у оквиру свог мита "Три огњишта"; ако је тако, три би одговарале двема звездама у подножју Ориона, Ригелу и Саифу, и другим звдездама Алнитаку који је на врху "појаса" замишљеног ловца или на темену скоро савршеног једнакостраничног троугла и Орионовом Мачу (укључујући Орион маглину) који је у средини троугла, који се види као мрља од смоле тамјана из модерног мита, или из древног (фигуративно) жара у ватреном старању.
Ни у Птолемејевом Алмагесту нити у Ал Суфијевој Књизи фиксних звезда није записано ништа о овој маглини, иако су обе мрље наведене као нејасноће које су негде другде на ноћном небу; нити их је Галилео споменуо, иако је такође направио телескопско запажање окруживајући их у 1610. и 1617. години. То је довело до спекулације да разбуктавање, које долази путем осветљавања звезда, може да повећава осветљеност маглине.
Прво откриће дифузне нејасне Орионове маглине се углавном приписује француском астроному Николасу-Клауду Фабри де Пјереску(Nicolas-Claude Fabri de Peiresc), 26. новембра 1610, када је направио рекорд посматрајући је са купљеним рефрактујућим телескопом од стране свог заштитника Guillaume du Vair-ма .
Први објављено посматрање маглине је било од стране математичара језуита и астронома Џона Баптист Сајсата из Луцерна у својој монографији 1619 комета (описивање запажања маглине које може да датира из 1611). Он је направио поређење између ње и светле комете виђене 1618. године и описао је како се маглина појавила псоматрајући кроз свој телескоп:
"види се како су на сличан начин неке звезде збијене у веома узан простор и како се унаоколо и између звезда бела светлост, као светлост од белог облака, излива"
Његов опис центрлиних звезда, другачијих од глава комета због тога што су оне биле "правоугаоници" можда је био један од првих описа Трапезоидних јата (прва откривања три од четири звезде овог јата приписују се Галилеу Галилеју 4. фебруара 1617 иако није приметио маглину - вероватно због уског видног поља његовог раног телескопа).
Маглина је независно откривена од стране неколико других истакнутих астронома у наредним годинама, укључујући Ђованија Батисту Ходијерна (чија је скица први пут објављена у De systemate orbis cometici, deque admirandis coeli characteribus).
Шарл Месје је први приметио маглину 4. марта 1769, а такође је приметио три звезде у Трапезоиду. Месјер је објавио прво издање свог каталога дубоких небеских објеката у 1774. (завршеног 1771. године). Како је Орионова маглина 42. објекат у његовој листи, постала је идентификована као М42.
У 1865. енглески астрономски аматер Вилијам Хугинс користи свој метод визуелне спектроскопије, да би испитао приказивање маглине, као што су и друге маглине је испитане, који је састављен од "светлосног гаса". Дана 30. септембра 1880 Хенри Дрејпер користи нову суву таблицу фотографског процеса са 11-инчним (28 цм) рефракторским телескопом да направи 51-минутно излагање Орионове маглине, што је било првостепени случај астрофотографисања маглина у историји. У другом сету фотографија маглине у 1883. се видео напредак у астрономској фотографији, када је астрономски аматер Аndrew Ainslie Common користио суву плочу процеса за снимање неколико слика у изложености до 60 минута са 36-инчним (91 цм)  рефрактујућим телескопом који је конструисан у дворишту његове куће у Илингу, изван Лондона. Ове слике по први пут показују звезде и детаље маглине које су преслабе да се виде од стране људског ока.
Године 1902, Вогел и Еберхард откривају различите брзине у оквиру маглине и 1914. године астрономи у Марсељу искоришћавају интерферометар који ће да детектује ротацију и неправилне покрете. Кембел и Мур потврђују ове резултате помоћу спектографа, показујући турбуленције унутар маглине.
У 1931, Роберт Џ. Трумплер је напоменуо да су слабије звезде, које су близу трапезоида, формирале јато, и он је био први да именује Трапезодино јато. На основу њихових величина и спектралних типова, он је извео процену удаљености од 1.800 светлосних година. То је три пута даље од општепризнате процене удаљености периода, али је много ближи савременим вредностима.
Године 1993, Хабл - свемирски телескоп је прво приметио Орион маглину. Од тада, маглина је била честа мета за HST студије. Слике су коришћене за изградњу детаљаног модела маглине у три димензије. Протопланетарни дискови су уочени око већине новоформираних звезда у маглини, а деструктивни ефекти високих нивоа ултраљубичасте енергије из најмасовнијих звезда су били проучавани.
У 2005. години, инструмент напредног фотоапарата за преглед свемирског телескопа Хабла завршио је снимање најдетаљније слике маглине до тада узете. Слика је направљена кроз 104 орбитални телескоп, снимајући преко 3.000 звезда све до 23. величине, укључујући одојчад браон патуљака и могућег смеђег патуљка бинарних звезда (двојних и вишеструких звезда). Годину дана касније, научници који раде са HST објављују први масивни пар еклиптичних, бинарних, браон патуљака, 2МАСС Ј05352184-0546085. Пар се налази у Орион маглини и има приближну масу 0,054 М☉ и 0.034 М☉ респективно, са орбиталним периодом од 9,8 дана. Изненађујуће, за масивнија два патуљка се испоставило се да су мање блистава.

## Структура
Целина Орион маглине протеже се преко 1° региона неба и укључује неутралне облаке гаса и прашине, звездана јата, јонизујуће количине гаса и рефлектујуће маглине.
Орионова маглина је део много веће маглине која је позната као Орионов молекуларни облачни комплекс. Орионов молекуларни облачни комплекс се простире кроз сазвежђе Орион и обухвата Бернардову малину, Коњску главу, М43, М78, и маглину Пламен. Звезде се формирају током целог облачног процеса, али већина младих звезда буду концентрисане у густим јатима као што је она која осветљава Орионову маглину.
Садашњи астрономски модел за маглине се састоји од јонизујућег (H II) региона, фокусираног на Theta Orionis C(члан отвореног јата Орионове маглине), који се налази на страни издуженог молекуларног облака у шупљини формираној од стране масивних младих звезда. (Theta Orionis C  емитује 3-4 пута више фотојонизационе светлости у односу на следећу најсјајнију звезду,Theta2 Orionis A) HII регион има температуру у распону до 10.000 К, али та температура падне у области  која је драматично близу ивице маглине. Магинска емисија долази првенствено из фотојонизујућег гаса на задњој површини шупљине.HII регион је окружен неправилним, конкавним увалама више неутралних, високих густина облака, са бусењем неутралног гаса који лежи ван области залива. Ово заузврат лежи на ободу Орионовог молекуларног облака. Гас у молекуларном облаку приказује низ брзина и турбуленција, нарочито око средњег региона. Релативни покрети су до 10 km/s  (22.000 mi/h)), са локалним варијацијама до 50 km/s, а можда и више.
Посматрачи су дали имена различитим карактеристикама у Орионовој маглини. Тамна трака који се протеже од севера ка светлом региону се зове "уста рибе". Осветљени региони обе стране се називају "Крила". Остале карактеристике укључују "мач", "Суштину", и "Једро".

## Звездана формација
Орион маглина је пример звезданог расадника где настају нове звезде. Запажања маглине су открили око 700 звезда у разним фазама формирања унутар маглине.
Последња запажања свемирског телескопа Хабла су дала највећа открића протопланетарних дискова унутар Орионове маглине, које су назвали јонизовани протопланетарни дискови. HST је открио више од 150 тих дискова, унутар маглине, и за њих се сматра да су системи у најранијим фазама соларног формирања система. Сам њихов број се користи као доказ да је формирање звезданих система прилично уобичајено у нашем универзуму.
Звезде се формирају када групе водоника и других гасова у H II региону дођу у контакт под сопственом тежином. Како гас пропада, централна група јача и гас се греје до екстремне температуре претварањем гравитационе потенцијалне енергије у топлотну енергију. Ако температура постане довољно висока, нуклеарна фузија ће се запалити и формираће протозвезде. Протозвезда је "рођена" када почне да емитује довољно енергије зрачења помоћу које се успоставља равнотежа сопствене тежине и зауставља гравитациони колапс.
Типично, облак материјала остаје на значајаној удаљеност од звезде пре него што је фузија реакција запали. Овај остатак облак је протопланетарни диск у Протостар је, где планете може формирати. Рецент инфрацрвени запажања показују да су зрна прашине у овим протопланетарни дискови расте, почиње на путу ка формирању планетесималс.
Када прото-звезда уђе у своју  фазу главне секвенце, онда се класификује као звезда. Без обзира на то што планетарни дискови могу да образују планете, посматрања показују да би јака звездана радијација требало да уништи све проплиде који се стварају близу Трапезоидне групе, ако је група подједнако стара као звезде ниске масе у скупу. Пошто се проплиди налазе јако близу Трапезоидне групе, може се закључити да су те звезде доста млађе од осталих у групи.

### Соларни ветрови и ефекти
Једном формиране, звезде у оквиру маглине емитују ток наелектрисаних честица познатих као звездани ветар. Масивне звезде и младе звезде имају много јаче звездане ветрове од Сунца. Ветар формира таласе или хидро-динамичке нестабилности када се сусретне са гасом у маглини, који је тада ствара гасне облаке. Ударни таласи из звезданог ветра такође играју велику улогу у звездаоном формирању од набијања гасних облака, стварајући густине нехомогености које доводе до гравитационог колапса облака.
Постоје различите врсте шокова у Орионовој маглини. Многи су поменути у Herbig–Haro објектима:
- Лучни шокови су стационари и формирају се када се два тока честица сударе један о други. Присутне су код најврелијих звезда у маглини где се процењује да соларни ветрови достижу брзине од хиљаду km/s и у спољним деловима маглине где верови достижу брзине од више десетина km/s. Лучни шокови се такође могу формирати на предњим деловима соларних млазева када млаз погоди међузвездане честице.
- Млазни шокови настају од млазева материјала који излазе из ново насталих T Tauri звезда. Ови уски токови путују брзином од више стотина km/s и постају шокови када налете на релативно непокретне гасове.
- Изобличени шокови изгледају лучно посматрачу. Настају када млазни шок налети на гас који се крее контра струјом.
- Интеракција између соларног ветра и околног облака формира "таласе" за које се верује да настају због хидро-динамичке Kelvin-Helmholtz нестабилности.

Кретање динамичног гаса у M42 је комплексно, али излазе кроз отвор у заливу према Земљи. Велика неутрална област иза јонизованог региона се трентно скупља под утицајем сопствене гравитације.
Такође постоје надзвучни меци гаса који пробија кроз облаке водоника у маглини Орион. Сваки метак је десет пута већи од пречника Плутонове орбите и на врху се налазе атоми гвожђа који сијају јарко плавом бојом. Вероватно су настали пре хиљаду година непознатим насилним догађајем.

## Еволуција
Међузвездани облаци попут Орионове маглине се налазе широм Галаксија попут Млечног пута. Настају као хладне мрље везане гравитацијом сачињене из неутралног водоника измешаног са траговима других елемената. Облак може да садржи стотине хиљада соларних маса и да се пружа стотанама светлосних година. Мала гравитациона сила која може да натера облак да се уруши је избалансирана слабим притиском гаса у облаку.
Било због судара спиралне гране или ударног таласа кога емитују супернове, атоми су претворени у теже молекуле и резултат су молекуларни облаци. То претходи настанку звезда у облаку, сматра се да је потребан период од 10 до 30 милиона година, док региони не пређу у џинову масу и док се дестабилизована маса не спљошти у диск. Диск се концетрише у језгру и ствара звезду, која може бити окружена протопланетарним диском. То је тренутна фаза еволуције маглине, где додатне звезде још увек настају од урушавајуих молекуларних облака. За најмлађе и најсјајније звезде које тренутно видимо у Орионовој маглини се сматра да су млађе од 300 хиљада година а најсјајније могу имати само 10 хиљада година.
Неке од ових урушавајућих звезда могу бити врло велике и могу да емитују велику количину јонизујућег ултра љубичастог зрачења. Пример овога се може видети у Трапезодином јату. Временм улраљубичасто зрачење велиих звезда у центу маглине ће одгурнути околни гас и прашину у процесу који се зове фотоиспарење. Овај процес је одговоран за настанак унутрашње шупљине маглине омогућавајући звезди у средини да се види са Земље. Највеће овакве звезде имају кратак животни век и постаће супернове.
У року од око 100 хиљада година већина гасова и прашине ће бити избачена. Остатак ће формирати млади отворени скуп, групу сјајних младих звезда окружених паперјастим филаментима из бившег облака. Плејаде су најпопуларнији примери оваквих скупина.

## Галерија
- Orion over ALMA.
- An APEX view of star formation in the Orion Nebula.
- Orion Nebula was captured using the Wide Field Imager camera on the MPG/ESO 2.2-metre telescope.
- Orion Nebula Complex including M42, M43, Running Man Nebula (NGC 1973, 1975, and 1977) and much of the surrounding nebulosity.
- Panoramic image of the Orion Nebula, taken by Ioannidis Panos with an 8 Inch Newtonian telescope and a Nikon D70 camera.
- Infant stars, image from NASA's Spitzer Space Telescope.
- The Orion Nebula imaged with the 2.2m ESO/MPG telescope.
- The central part of the Orion Nebula.
- This wide-field view of the Orion Nebula (Messier 42), was taken with the VISTA infrared survey telescope at ESO's Paranal Observatory in Chile.
- Orion by Spitzer.
- The Orion Nebula's biggest stars.
- An infrared image showing fledgling stars located in the Orion Nebula.
- Core detail of the nebula with all the stars identified.
- A shot of the core details of the Orion Nebula.
- X-rays produced by the young Orion stars penetrate the gas and dust clouds, producing this image as seen by the Chandra X-ray Observatory